# モルドヴィン人
モルドヴィン人（Мордвин, Mordvin）は、モルドヴァ人（Мордва, Mordva）とも言い（日本では「モルドヴァ人」はモルドヴィア共和国に住むルーマニア系の民族のことも指すので、注意を要する）、主としてロシア領内のモルドヴィア共和国に居住するヴォルガ・フィン系民族。

## 成り立ち
コミ人、ウドムルト人、マリ人とは親近関係にある。人種はコーカソイドに属するが、モンゴロイドの遺伝子であるハプログループNを中頻度（ある調査では19.3％）で持っている。

## 民族構成
- エルジャ人
- モクシャ人

## 概要
人口はおよそ120万人で、およそ4分の1前後がモルドヴィア共和国に居住し、モルドヴィアの人口の3分の1程度を占める。
本来はフィン・ウゴル語派のモルドヴィン諸語に属す互いに異なった（しかし、方言程度の差とされる）言語であるエルジャ語とモクシャ語の話し手であり、エルジャ人とモクシャ人という二つの集団に分かれている。ただし、モルドヴィン諸語の話者人口は90万人程度で、少なからぬ人々がロシア語しか使用しなくなっている。
6世紀の歴史家によって東ゴート人に征服された民族のひとつとして記録されたのが史料上の初見。古くはルーシのスラヴ人たちと戦った記録があり、のちにモンゴル帝国に征服された。ロシア帝国の傘下に入ってからは正教が広まるが、言語と民族性を維持し続け、ソビエト連邦下でモルドヴィア自治共和国を立てた。